# Lucia & Magnificat
Lucia & Magnificat är en CD med Den akademiska damkören Linnea inspelad 2005. Dirigent är Anna-Carin Strand.

## Innehåll
1. Så mörk är natten (Ingela Johnsdotter)
2. Goder morgon (Ingela Johnsdotter)
3. Himlen hänger stjärnsvart (text: K.G. Ossiannilsson, musik: Sven Körling, arr: Anna-Carin Strand)
4. Stig in, Lucia, stig in (Solwig Hernth-Grippe)
5. Sankta Lucia (arr: Jan Åke Hillerud)
6. Lusse lella (arr: Carl Bertil Agnestig)
7. Sankta Lucia [God morgon, mitt Herrskap] (Alice Tegnér, arr: Helene Stureborg)
8. Luciavisa [Nu vaknen och glädjens! Lucia är här] (arr: Anna-Carin Strand)
9. Tärnans visa (Anna Cederberg-Orreteg)
10. God morgon, mitt herrskap (Paula Münzing, arr: Jan Åke Hillerud)
11. Sancta Lucia [Strålande helgonfé] (Hugo Hammarström, arr: Helene Stureborg)
12. Lucia [Nu midvinterskymning på jorden rår] (Tore Torlind)
13. Staffan-collage (arr: Jan-Åke Hillerud)
14. Lucia [Vi färden har styrt] (Tore Torlind)
15. Det är en ros utsprungen (Melchior Vulpius)
16. Gläns över sjö och strand (Alice Tegnér, arr: Karin Eklundh)
17. Jul, jul, strålande jul (Gustaf Nordqvist, bearb: Hans Lundgren)
18. Magnificat (Agneta Sköld)

## Medverkande
- Anna-Carin Strand — dirigent
- Jennie Åbrink — harpa
- Torstein Dalene — cello